# Cantone di Pont-Saint-Esprit
Il Cantone di Pont-Saint-Esprit è una divisione amministrativa dell'arrondissement di Nîmes.
A seguito della riforma approvata con decreto del 24 febbraio 2014, che ha avuto attuazione dopo le elezioni dipartimentali del 2015, è passato da 16 a 24 comuni.

## Composizione
I 16 comuni facenti parte prima della riforma del 2014 erano:
- Aiguèze
- Carsan
- Cornillon
- Le Garn
- Goudargues
- Issirac
- Laval-Saint-Roman
- Montclus
- Pont-Saint-Esprit
- Saint-Alexandre
- Saint-André-de-Roquepertuis
- Saint-Christol-de-Rodières
- Saint-Julien-de-Peyrolas
- Saint-Laurent-de-Carnols
- Saint-Paulet-de-Caisson
- Salazac

Dal 2015 i comuni appartenenti al cantone sono i seguenti 24:
- Aiguèze
- Carsan
- Cornillon
- Le Garn
- Goudargues
- Issirac
- Laval-Saint-Roman
- Montclus
- Pont-Saint-Esprit
- La Roque-sur-Cèze
- Saint-Alexandre
- Saint-André-de-Roquepertuis
- Saint-André-d'Olérargues
- Saint-Christol-de-Rodières
- Saint-Gervais
- Saint-Julien-de-Peyrolas
- Saint-Laurent-de-Carnols
- Saint-Marcel-de-Careiret
- Saint-Michel-d'Euzet
- Saint-Nazaire
- Saint-Paulet-de-Caisson
- Salazac
- Vénéjan
- Verfeuil